# 洪天貴福
洪 天貴福（こう てんきふく、拼音: Hóng Tiānguìfú）は、太平天国の第2代天王。初代天王洪秀全の長男。初名を天貴としていたが、後に福の字が加えられた。

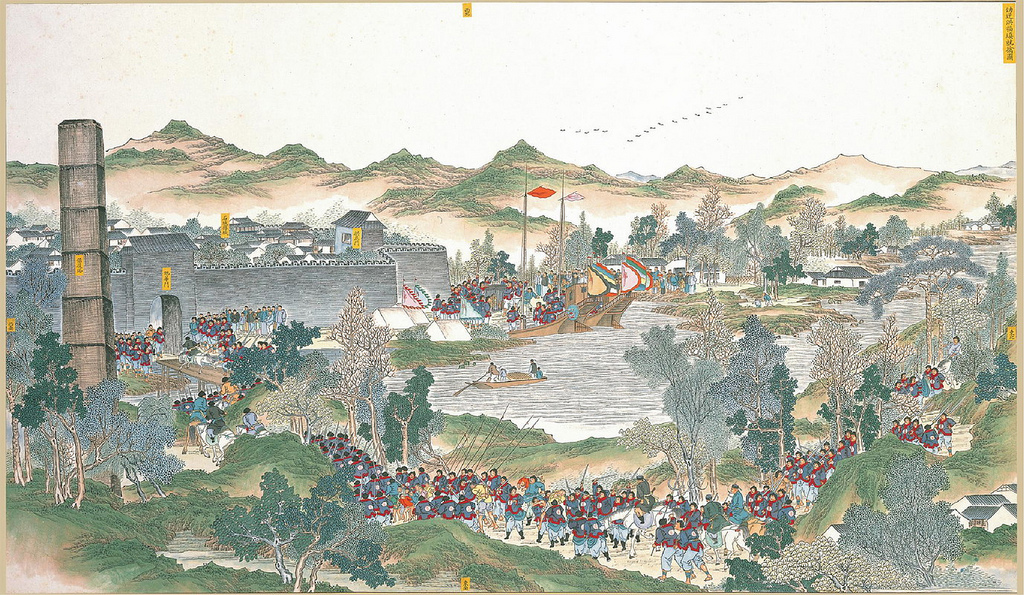
捕えられた洪天貴福

## 生涯
道光30年（1851年）に洪秀全が太平天国を建国すると幼主に立てられ、天京（南京）の天王宮に移住。外出は許されず、太平天国関連書籍しか読めないという「帝王学」を受けて育つ。同治3年5月3日（1864年6月6日）、父の死後に天京にて幼天王として即位した。
7月、天京攻防戦で天京が陥落すると江蘇省東壩に逃れ、安徽省広徳を経て浙江省湖州に移る。8月末江西省・広東省・福建省一帯で活動していた李世賢のもとへ向かうが、10月9日清軍の待ち伏せに遭い敗れ、さらに逃亡を図った。この時期、天貴福が身分を隠して農家に助けを求める様が目撃されているが、体は黒く痩せこけ、与えられた粗末な粥を感激しながら食べていたという。
しかし農作業に不慣れな彼はすぐに農家からも追い出され、10月25日江西省石城県荒山で捕らえられる。天貴福は「自分は太平天国の乱を支持しておらず、清朝へ貢献したい」という詩文を作り、許しを請うた。この行為は役人たちから茶番としか見做されず、一切の減刑は受けられなかった。11月18日に江西巡撫沈葆楨によって南昌で凌遅刑によって処刑された。満15歳を目前にした刑死であり、凌遅刑に処せられた最若年記録とされる。
天貴福は服を破られて裸で十字架に磔られ、およそ6時間1,400回ほど切られた後、絶命した。少年が大泣きしながら切り刻まれるという惨劇にも関わらず、戦禍の中心にあった江西の人々は全く同情せず、笑顔で歓声を上げながら見物していたと伝わる。